# О’Коннор, Фрэнсис
Фрэ́нсис О’Ко́ннор (англ. Frances O’Connor; род. 12 июня 1967) — австралийская актриса.

## Биография
Родилась Фрэнсис в Вантейдже в Англии. Её мать — пианистка; отец — физик-ядерщик. Когда ей было два года, семья перебралась в Перт, в Западную Австралию.
После окончания школы Фрэнсис поступила в колледж Мерседес в Перте, а затем в Западно-Австралийскую академию сценического мастерства. Позже она перевелась в Кёртинский технологический университет, который окончила со степенью бакалавра по литературе.
Первым её опытом в киноиндустрии был сериал «Джи Пи», который шёл с 1989 по 1996 год. В нём она сыграла роль Карэн. После этого Фрэнсис замечают как актрису и буквально через год она получает роль в фильме «Слава Богу, он встретил Лиззи». В 1997 году снимается в фильме «Поцелуй или убей» (премия Австралийской ассоциации кинокритиков, премия лучшей актрисе на Монреальском МКФ). Больше всего Фрэнсис известна по своим ролям в сериалах. Самой продолжительной её работой был сериал Blue Heelers, который шёл с 1994 по 2006 год. Прорыв Фрэнсис к славе состоялся в 2001 году. Она снялась в фильме «Искусственный разум». Ей досталась относительно сложная драматическая роль, если учитывать, что до этого она большей частью снималась в сериалах. Фильм снял Стивен Спилберг. Фильм пребывает в Top 250 на 216-м месте[уточнить].
За исполнение заглавной роли в телефильме «Госпожа Бовари» была номинирована на «Золотой глобус», за роль в фильме «Блаженные» получила премию Австралийского киноинститута.

### Личная жизнь
У Фрэнсис в апреле 2005 года родился сын Лука.

## Фильмография
| Год  | Название на русском            | Название на английском             | Роль                          | Примечания            |
| ---- | ------------------------------ | ---------------------------------- | ----------------------------- | --------------------- |
| 2016 | Заклятие 2                     | The Conjuring 2                    | Пегги Ходжсон                 |                       |
| 2014 | Милосердие                     | Mercy                              | Ребекка                       | телефильм             |
| 2014 | Пропавший без вести            | The Missing                        | Эмили Хьюз                    | сериал                |
| 2014 | Однажды в сказке               | Once Upon a Time                   | Колетт                        | 1 эпизод              |
| 2013 | Эмануэль и правда о рыбах      | Emanuel and the Truth About Fishes | Джанис                        |                       |
| 2013 | Мистер Селфридж                | Mr Selfridge                       | Роза Селфридж                 |                       |
| 2012 | Маленький красный вагон        | Little Red Wagon                   | Маргарет Крейг                |                       |
| 2012 | Смерть свадебного свидетеля    | Best Man Down                      | Джейми                        |                       |
| 2012 | Машина Джейн Мэнсфилд          | Jayne Mansfield’s Car              | Камилла Бэдфорт               |                       |
| 2011 |                                | Hallelujah                         | Рут Тёрнер                    | телефильм             |
| 2011 | Охотник                        | The Hunter                         | Люси Армстронг                |                       |
| 2010 |                                | Ice                                | Сара                          | мини-сериал           |
| 2009 | Nova                           | Nova                               | Эмма Дарвин                   | документальный сериал |
| 2008 | Кашемировая мафия              | Cashmere Mafiae                    | Зоуи Барден                   | сериал                |
| 2005 | Три доллара                    | Three Dollars                      | Таня Харновэй                 |                       |
| 2005 | Джим с Пиккадилли              | Piccadilly Jim                     | Энн Честер                    |                       |
| 2004 | Дитя Лазаря                    | The Lazarus Child                  | Элисон Хэйвуд                 |                       |
| 2004 | Анатомия страсти               | Book of Love                       | Элейн Уокер                   |                       |
| 2004 | Ангелы с железными зубами      | Iron Jawed Angels                  | Люси Барнс                    | телефильм             |
| 2003 | В ловушке времени              | Timeline                           | Кейт                          |                       |
| 2002 | Говорящие с ветром             | Windtalkers                        | Рита                          |                       |
| 2002 | Как важно быть серьёзным       | The Importance of Being Earnest    | Гвендолин Файрфакс            |                       |
| 2001 | Искусственный разум            | Artificial Intelligence: AI        | Моника Свинтон                |                       |
| 2000 | Ослеплённый желаниями          | Bedazzled                          | Элисон Гарднер / Николь Руссо |                       |
| 2000 | Госпожа Бовари                 | Madame Bovary                      | Эмма Бовари                   | телефильм             |
| 2000 | Про Адама                      | About Adam                         | Лаура Оуэнс                   |                       |
| 1999 | Мэнсфилд-парк                  | Mansfield Park                     | Фанни Прайс                   |                       |
| 1998 | Маленькая частичка души        | A Little Bit of Soul               | Кейт Хаслетт                  |                       |
| 1997 | Слава Богу, он встретил Лиззи  | Thank God He Met Lizzie            | Дженни                        |                       |
| 1996 | Любовь и другие катастрофы     | Love and Other Catastrophes        | Миа                           |                       |
| 1996 |                                | Blue Heelers                       | Габи Гринвэй                  | 3 эпизода             |
| 1995 | Холодная река: Сага МакГрегора | Snowy River: The McGregor Saga     | Рэйчел Макалистер             | 2 эпизода             |